# スターシップ・トゥルーパーズ
『スターシップ・トゥルーパーズ』（原題：Starship Troopers）は、1997年製作のアメリカ映画。ポール・バーホーベン監督作品。
ロバート・A・ハインラインの同名SF小説（邦題：『宇宙の戦士』）を実写映画化した作品。

## あらすじ
民主主義崩壊後に樹立された地球統一政府「地球連邦」では軍部を中心とした「ユートピア社会」が築かれている。社会は清廉で、人種・男女の差別なくまったく平等に活躍しているが、軍歴の有無のみにより峻別され、兵役を経た「市民」（Citizens）は市民権を有し、兵役に就かない「一般人」（Civilians、劇場版日本語字幕では「庶民」）にはそれが無い。銀河全体に殖民を開始する地球連邦だったが、その先で遭遇した先住の昆虫型宇宙生物（アラクニド・バグズ）の領域を侵したことから紛争が発生し、バグズが地球に対し小惑星を突入させる奇襲攻撃を仕掛けたことで全面戦争が始まる。
裕福な家庭に生まれた主人公ジョニー・リコは、高校卒業後地球連邦軍に入隊して宇宙戦艦のパイロットを志望する恋人のカルメン・イバネスに憧れ、「一般人」の両親の反対を押し切って軍に入隊する。優秀なカルメンは艦隊アカデミーへ、超能力者である友人のカールは情報部へ配属されるが、リコは機動歩兵隊へ配属され、ブートキャンプで教官のズィムにしごかれる日々を送る。実力が認められ分隊長に昇格するが、訓練中に自らの判断ミスにより同期一人を殉職させる事故を起こし、懲罰を経て除隊届を出す。しかし、バグズの奇襲攻撃による故郷ブエノスアイレス壊滅のニュースを観て、復讐心に燃えるリコは除隊届の撤回を申し出る。上官の目配せにより、ズィムが除隊届を破り捨てたため、リコは機動歩兵隊に復帰する。
緒戦で地球連邦軍はバグズの主星クレンダスに侵攻するが、クレンダスの軌道上に展開していた艦隊は無害とされていたバグズのプラズマによる攻撃によって次々と撃沈され、降下した機動歩兵隊もおびただしいバグズによる攻撃で1時間に10万人が戦死する壊滅的敗北を喫する。重傷を負ったものの生還したリコは、仲間らとともに、ブエノスアイレスの高校で恩師だったラズチャックが率いるエリート部隊「ラズチャック愚連隊」に配属される。偵察部隊からの救難信号を受けてラズチャック愚連隊は惑星「P」に降下したが、全滅した基地に残された死体は、いずれも脳を吸い取られていた。実は、救難信号自体がバグズの仕掛けた罠であり、次々と基地に押し寄せるバグズとの厳しい戦いが始まる。仲間や恩師のラズチャックなど愚連隊の面々を次々に失う中、リコと生き残った仲間たちは辛くもカルメンとその新しい恋人のザンダーが操縦する宇宙機で救出される。仲間らの葬儀を行うリコのところに情報部で活動する旧友カールが現れ、バグズの攻撃を指揮したり人類に対して罠を用意したりする、高い知能を持ったバグ（ブレイン・バグ）が存在するに違いないと説明し、リコを中尉に昇格させて「愚連隊」の指揮をまかせ、ブレイン・バグ捕獲の任務を与える。
そして再び惑星Pへの大規模降下作戦が実行されるが、プラズマ・バグによる対空射撃で軌道上の艦隊は再び大打撃を受ける。カルメンとザンダーも乗艦していた宇宙戦艦「ロジャー・ヤング」を撃沈されて脱出するが、惑星Pに不時着して地底のトンネルに逃れる。しかし、そこはブレイン・バグ率いるバグズの巣だった。カルメンとザンダーはバグズに捕獲され、ザンダーはブレイン・バグに脳を吸われて殺される。同じころ、リコらはブレイン・バグを確保するためトンネルに侵入していたが、カールの超能力（テレパシー）でカルメンの居場所を感じ取ったリコはバグズの群れからカルメンを無事救出する。地上へ戻ると、一兵卒として前線に復帰しているズィムがブレイン・バグを捕らえることに成功していた。カールが超能力でブレイン・バグから恐怖の感情を読みとると、兵隊たちは歓呼の声を上げる。
捕獲したブレイン・バグへの研究も進み、地球連邦は勝利と前進を重ね、再びクレンダスへの侵攻が始まる。次第に戦士として成長し、いまや「リコ愚連隊」を率いるようになったリコは、艦長となったカルメンが指揮する宇宙戦艦から仲間たちとともに降下していく。そこで再び兵士募集のアナウンスが流れ、「彼らは戦い続ける、そして勝利するだろう!」の字幕で、エンドロールとなる。

## キャスト
| 役名                       | 俳優                         | 日本語吹替                                                                | 日本語吹替 | 日本語吹替 |
| 役名                       | 俳優                         | ソフト版                                                                  | フジテレビ版 |            |
| -------------------------- | ---------------------------- | ------------------------------------------------------------------------- | --- | ---------- |
| ジョニー・リコ             | キャスパー・ヴァン・ディーン | 田中実                                                                    | 鉄野正豊 |            |
| ディジー・フロレス         | ディナ・メイヤー             | 渡辺美佐                                                                  | 本田貴子 |            |
| カルメン・イバネス         | デニス・リチャーズ           | 山像かおり                                                                | 石塚理恵 |            |
| エース・リビー             | ジェイク・ビジー             | 古澤徹                                                                    | 真殿光昭 |            |
| カール・ジェンキンス       | ニール・パトリック・ハリス   | 家中宏                                                                    | 咲野俊介 |            |
| ザンダー・バルカロー       | パトリック・マルドゥーン     | 平田広明                                                                  | 藤原堅一 |            |
| ジーン・ラズチャック       | マイケル・アイアンサイド     | 勝部演之                                                                  | 菅生隆之 |            |
| ズィム教官                 | クランシー・ブラウン         | 荒川太朗                                                                  | 内田直哉 |            |
| オーウェン将軍             | マーシャル・ベル             |                                                                           | 仲野裕 |            |
| デラディエ艦長             | ブレンダ・ストロング         | 小宮和枝                                                                  | 宮寺智子 |            |
| シュジュミ                 | アンソニー・ルイヴィヴァー   | 後藤敦                                                                    | |            |
| シュガー・ワトキンス       | セス・ギリアム               |                                                                           | |            |
| ディーンズ地球連邦総司令官 | ブルース・グレイ             |                                                                           | |            |
| マル新総司令官             | デニス・ダウズ               |                                                                           | |            |
| パイロット候補生           | エイミー・スマート           |                                                                           | |            |
| 地球連邦少佐               | ディーン・ノリス             |                                                                           | |            |
| 新兵募集担当の軍曹         | ロバート・デヴィッド・ホール |                                                                           | |            |
| 生物学の教師               | ルー・マクラナハン           | 磯辺万沙子                                                                | |            |
| ジョニーの父               | クリストフィー・カリー       | 田原アルノ                                                                | |            |
| ジョニーの母               | レノア・カスドーフ           |                                                                           | |            |
| ジャナ                     | タミ-エイドリアン・ジョージ  |                                                                           | 木川絵理子 |            |
| 役不明又はその他           | N/A                          | 武田広 伊藤栄次 寺内よりえ 安井邦彦 落合るみ 相沢正輝 佐藤ゆうこ 坂詰貴之 | 西村知道 小野塚貴志 速見圭 落合弘治 佐藤正治 星野充昭 五十嵐麗 城山堅 片岡身江 江川央生 小川一樹 伊丸岡篤 阪口周平 麻生まどか |            |
|                            | N/A                          |                                                                           | |            |
| 演出                       | N/A                          | 松岡裕紀                                                                  | 清水洋史 |            |
| 翻訳                       | N/A                          | 宮川桜子                                                                  | 松崎広幸 |            |
| 録音・調整                 | N/A                          | 金谷和美 堀内唯史                                                         | 柳川久子 |            |
| 効果                       | N/A                          |                                                                           | サウンドボックス |            |
| 制作監修                   | N/A                          | 岡本企美子                                                                | |            |
| プロデューサー             | N/A                          |                                                                           | 中島良明 |            |
| 制作                       | N/A                          | テレシス                                                                  | 東北新社 |            |

- フジテレビ版：初回放送2004年8月14日『プレミアムステージ』

## スタッフ
- 監督：ポール・バーホーベン
- 製作：アラン・マーシャル、ジョン・デイビソン
- 脚本：エド・ニューマイヤー
- 音楽：ベイジル・ポールドゥリス
- 撮影：ヨスト・ヴァカーノ
- VFX：ティペット・スタジオ、ソニー・ピクチャーズ・イメージワークス、ILM、ボス・フィルム・コーポレーション（BFC）
- キャラクター・アニメーション：フィル・ティペット
- VFXスーパーバイザー：クレイグ・ヘイズ

## 製作
フィル・ティペットのストップモーション・アニメーションを使って「巨大昆虫と戦う映画」を作りたいというバーホーベン監督の構想と、『宇宙の戦士』の映画化企画とが合流したもので、1983年頃から準備が進められていたが、諸事情により企画は一時頓挫した。
その後バーホーベンとティペットは『ロボコップ』を製作、さらにティペットは『ジュラシック・パーク』を機にCGへと転向した。そこで改めてCGを使ったSFアクション映画として企画が再浮上することとなった。
この2人に加え、製作のジョン・デイビソン、脚本のエド・ニューマイヤー、音楽のベイジル・ポールドゥリス、撮影にはヨスト・ヴァカーノと『ロボコップ』第1作のスタッフたちが再結集した。
2012年のエンパイアのインタビューで、バーホーベンは原作を最後まで読んでおらず、「とても退屈だったので、2章の後で読むのをやめた（I stopped after two chapters because it was so boring.）」と述べている。
地球連邦軍が敵の主星クレンダスへ降下して初めての激戦になるシーンは、第二次世界大戦のノルマンディー上陸作戦の記録映像をヒントにしている。
1億ドル以上の巨費を投じて製作されたが、5400万ドルの全米興収を上げるにとどまり、興行的には失敗作とみなされている。

## 作品解説
DVDのボーナストラックで監督やプロデューサーが述べているようにナチス・ドイツのプロパガンダ映画『意志の勝利』のパロディ映画であり、全体主義社会やナチズムを想定した原作に対する皮肉が込められている。しかし『ワシントン・ポスト』紙でナチズム礼賛映画と酷評され、製作陣を困惑させた。
ウォリアー・バグの独特の鳴き声は、音源にエレキギターを使用している。
作中で兵士が使っているライフルは盛田（モリタ）式ライフルと呼称されている。ソニー創業者の盛田昭夫は第二次世界大戦中に大日本帝国海軍の技術士官として兵器の開発に携わったことがあるが、本作の制作のトライスター・ピクチャーズはソニー・ピクチャーズの傘下である。
また日本語字幕および吹き替えでは「ニューク弾」と訳されているが、nuke（ニューク）とはnuclearの略で核兵器を意味する。原作のハインラインは第二次世界大戦中に米海軍の技術士官であった。
バグによる人体切断などの残虐なシーンがふんだんに登場し、また男女混合の全裸のシャワーシーン（ただし局部は見えない）もあり、アメリカではR指定（成人向け）となった。

## 登場するアラクニドバグズ
太陽系からは離れて位置する連星クレンダスの惑星に住む昆虫型生物。
原作小説の彼らは「アラクニド」の名の通り、知能と真社会性を備える巨大なクモであり、どの個体も基本的に同じ姿をしていた。一方劇場版である本作では、やはり真社会性を持つものの、何種類もの姿や能力を持つ巨大昆虫のような集団として描かれており、「アラクニド」の名は意味を持たない描かれ方となっている。彼らが全て同じ種に属するのか、共生関係にあるだけなのかは不明。宇宙に胞子を放出する事によって他の惑星へ侵入、コロニーを増やし活動領域を広げていく。アニメ版の『スターシップ・トゥルーパーズ・クロニクルズ』には宇宙船の役割を果たす種が存在し、これによって宇宙空間を移動する。
クレンダス星への地球連邦軍の攻撃時を含め、昆虫型生物以外の生物が一切登場しない。ウォリアー・バグは強い繁殖力を持ち大量に描かれている一方、何をエネルギー源として活動しているのか不明である。人間を殺すのも食事のためではないようで、人体を切り刻むだけで捕食するシーンはない。
ウォリアー・バグ（ユーロピギ）
最も多いバグズ。一般的なアリにおける兵蟻のような防衛行動よりも、グンタイアリにおける働き蟻のような侵略行動を主任務とする。頭部に相当する器官は見られない。武器は腰椎に支えられた切断用の大顎状関節や第一歩脚の変化した鎌状の節足、鋭くとがった歩脚などで、これらを使い人類側の兵士を圧倒する。体色は全体的に黒く、黄色い縞模様がある。核となる神経系を破壊されない限りほとんど俊敏さを失わず、『インベイジョン』では真空の宇宙空間上でも襲ってくるなど、驚異的な生命力を誇る。
ホッパー・バグ（オピリオネス）
名前の通り、バッタやキリギリスのような姿をしているが、頭部らしきものは見当たらない。大きな羽を持っているが長く飛ぶことはできず、飛行スタイルは飛翔というよりも滑空に近い。飛行エネルギーを鎌状の前脚脛節に乗せた体当たりで、歩兵を突き刺し、切断する。
プラズマ・バグ（ソリフーガイ）
全身像ははっきり登場しないが歩行性鞘翅目の一種に似る。体色は暗い青で、本作に登場するバグの中で最も大型。腹部の砲口から放つプラズマによる超長距離対空射撃をおこない、劇中では宇宙船を撃墜したり、小惑星にプラズマをぶつけることで軌道を変え、地球に直撃させている。弱点はプラズマ弾を撃つ際に発光する腹部であり、この時に高威力攻撃を受けると充填されたエネルギーに誘爆して一撃で爆発四散する。
タンカー・バグ（アンブリピギ）
ユミアシゴミムシダマシの一種を模倣したデザインである。プラズマ・バグの次に大型のバグでありウォリアー・バグの戦闘を補佐する。地中を進み、頭部からオレンジ色をした腐食性の有機酸を火炎放射器のように放出することができる他、頭部のニッパーのような大顎で歩兵の身体を切断する。大型である反面背後を突かれやすいという欠点もあり、劇中ではリコに背中に乗り移られてライフルで装甲を破壊された上、そこに手榴弾を投げ込まれ爆死している。
ブレイン・バグ（セレバス・レックス）
アラクニドの頭脳階級。他のバグズを統率する司令官的存在。ピンクがかかった体色、膨張したダニのような形状を持つ。頭部に折りたたんで収納されている鎌状の口吻は、人間の頭を突き刺すことで行動を支配したり、ストローのように脳を吸いとることができる。『スターシップ・トゥルーパーズ3』では、わざと地球連邦軍の捕虜となり超能力者のテレパシーを利用してスパイ活動を行っていたことや、超能力者が長時間ブレイン･バグと接触すると身心ともに悪影響を及ぼされることが判明する。さらに超能力で人間の頭部を攻撃することもできる。しかし、自力で動くことが出来ないため単体の戦闘力は低く、前線に出てくることはまずない。
劇中の描写から、脳を吸い取ることで人間の思考を分析していることがうかがえる。
チャリオット・バグ（スキゾペルティーダ）
カメムシに似ており、体色は赤みがかかった茶色である。 自力移動できないブレイン・バグを運ぶのが役割であり、単体の戦闘能力はないに等しい。
アルケリアンスナカブトムシ
アラクニドバグズとは異なる（作中の教師の台詞による）巨大な昆虫。地球の学生達が学校の授業でこれを解剖するシーンがある（学生二人一組で一匹を担当）。

## 続編
2003年にはティペットの初監督作品となる続編『スターシップ・トゥルーパーズ2』が作られているが、こちらは軍の指導者をわかりやすい悪辣な存在として描いた、シンプルな反戦的脚本になっている。
2006年5月、第3弾の製作の可能性が発表された。また1作目で主演を務めたキャスパー・ヴァン・ディーンは、自身のオフィシャルサイトで同企画に関わっていることを明かした。『スターシップ・トゥルーパーズ3』は2008年7月19日に日本で、同年8月5日にアメリカで劇場公開された。前2作で脚本を務めたエド・ニューマイヤーの初監督作であり、一作目の監督だったポール・バーホーベンが製作総指揮として携わっている。
2012年7月、荒牧伸志監督による第4作『スターシップ・トゥルーパーズ インベイジョン』が劇場公開された。本作は日本のCGスタジオ（SOLA DIGITAL ARTS）が制作したフルCG作品であり、主要スタッフを日本人が務めている。
2018年2月、第4作に引き続きフルCGとなる第5作『スターシップ・トゥルーパーズ レッドプラネット』が公開された。
2022年6月17日、ゲーム化作品『Starship Troopers - Terran Command』がSteam（PC）向けに発売した（当初は2020年以内を予定していたが発売延期した）。ジャンルはリアルタイムストラテジー（RTS）。

## 備考
本作とは無関係だが、2001年公開の『クローン』（主演：ゲイリー・シニーズ）では、本作で利用された衣装や映像が流用して使用されている。
テレビドラマ『G-SAVIOUR』は本作で利用された衣装や武器が流用して使用されている。
テレビドラマ『パワーレンジャー・ロスト・ギャラクシー』は本作の影響を受けており、悪役は宇宙昆虫と設定された。テラ・ベンチャーの警備隊員は本作の機動歩兵に似たデザインであり、本作の撮影で使用されたヘルメットとアーマーが流用されている。
『レッドプラネット』公開時にPlayStation 4用のゲーム『地球防衛軍5』とコラボした。
テレビアニメ『かぐや様は告らせたい-ウルトラロマンティック-』のエンディング映像で本作のパロディが行われた。